# Василь Вражливий
Васи́ль Вражли́вий (справжнє ім'я — Васи́ль Я́кович Штанько́, 1903, Опішня Зіньківського повіту Полтавської губернії — 8 грудня 1937, Ленінград, за іншими даними — Ленінградська область) — український письменник доби розстріляного відродження, жертва сталінських репресій.

## Біографія

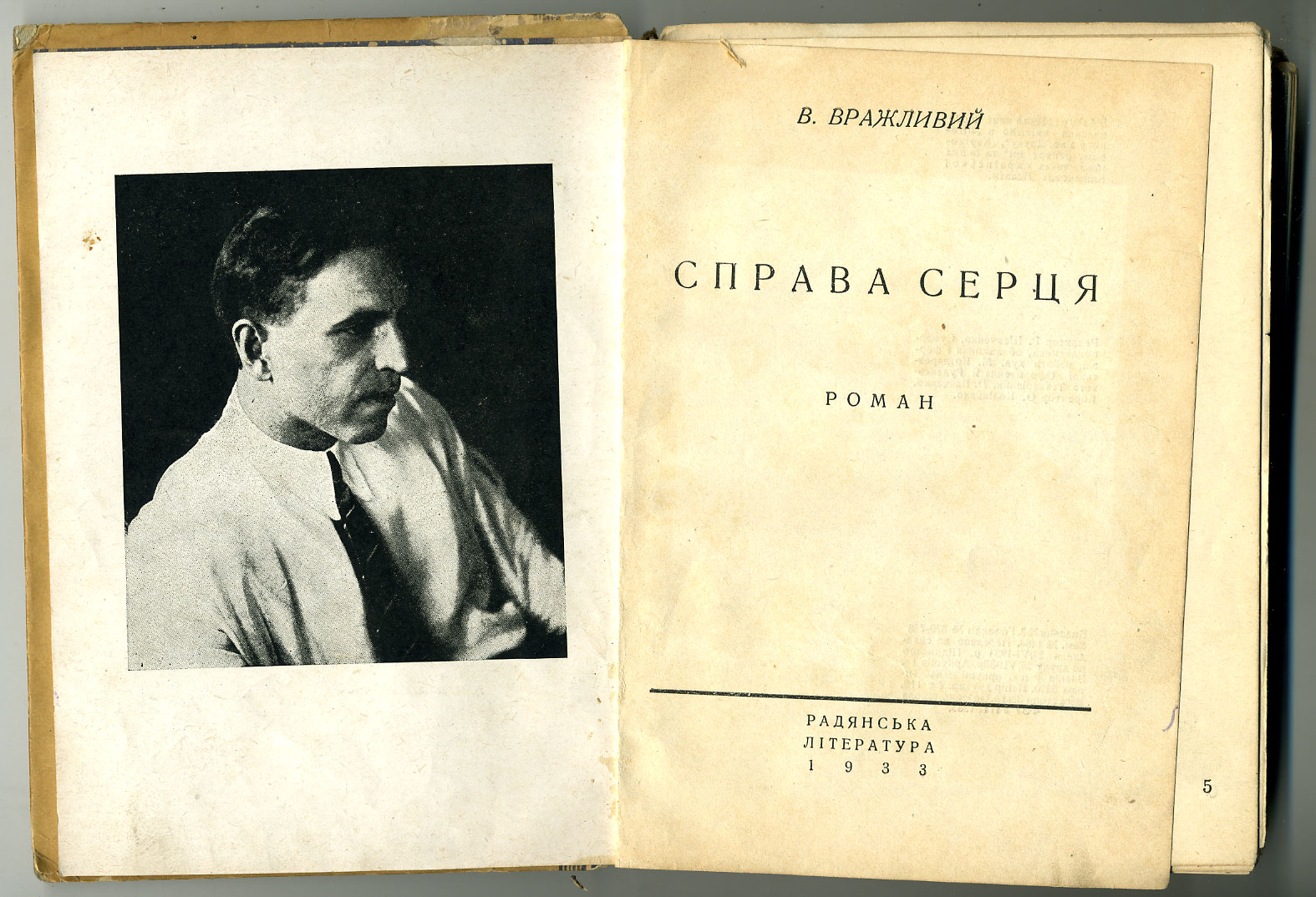
Книга Василя Вражливого «Справа серця», 1933 р.

Народився в багатодітній селянській родині. По закінченні сільської школи вчився в Зіньківській, потім Полтавській гімназіях. На пораду батьків вступив до агрономічної школи, але не закінчив її, бо переміг потяг до літературної творчості, якою захопився під впливом земляка Андрія Заливчого.
Двадцятирічним юнаком Василь почав публікуватися в періодиці. Спочатку він належав до Спілки селянських письменників «Плуг», потім увійшов до ВАПЛІТЕ, після її ліквідації — до «Пролітфронту». Рецензенти закидали митцеві надмірну увагу до темних сторін буття, звинувачували в «біологізмі». У поле зору прозаїка нерідко потрапляли нещасні, стражденні «маленькі люди», розгублені, знедолені, слабкі. Але були й інші — віддані до самозречення своїй ідеї — будівництву соціалізму. Вражливий змальовував життя просто, в об'єктивній манері, не виявляючи власних авторських емоцій, водночас дбав про належну побудову сюжету й природну форму оповіді.

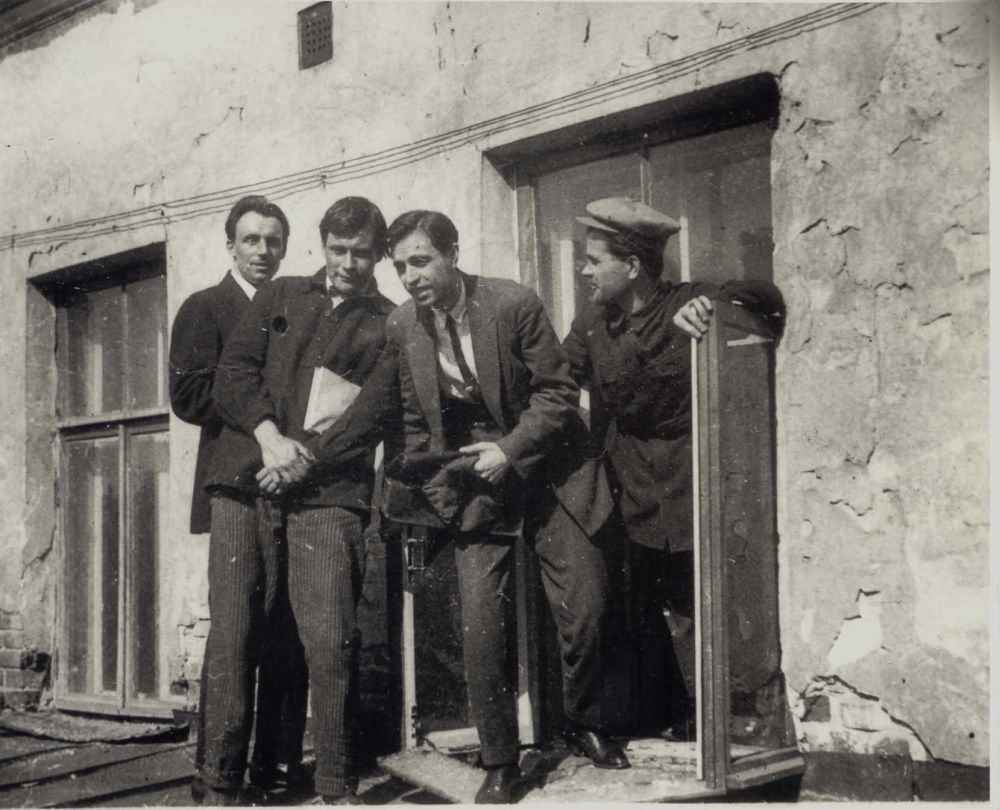
Зліва направо: Петро Панч, Майк Йогансен, Василь Вражливий, Григорій Епік. Харків, 1926

До першої збірки «В яру» (1924), що видала Спілка селянських письменників «Плуг», увійшли чотири оповідання — «В ярах», «Роздоріжжя», «В лісі» та «Темрява». І в кожному з них — картини чорної біди на селі голодного року, біди, що жене з дому на заробітки чи штовхає на злочин, убивства. Подібні сюжети й у другій збірці «Земля» (1925). Психологічно достовірне, моторошне оповідання «Вовчі байраки» (згодом воно дало назву збірці 1929 р.) — з життя жебраків. У творі йдеться про повоєнну розруху початку 1920-х років. Персонажі — Сизон, його жінка Векла, їхні сини — живуть у норах-землянках на околиці міста, годуються й одягаються зі смітників. Нещасні люди звиродніють — так виписано сцену, в якій серед глинищ разом із божевільним сидить біля померлої жінки Сизон. Його психічний стан, напівмарення автор передає через образи-галюцинації: морські хвилі, сонце.
В оповіданні письменника відтворено й події часів НЕПу: в «Паштетні» колишні «сильні світу цього», шукаючи способів багатіти, влаштовують будинок розпусти під вивіскою крамнички солодощів.
Актуальні проблеми виховання безпритульних В. Вражливий порушує в оповіданні «Життя білого будинку», що вийшло окремою книжкою 1927 р.
Ненав'язлива іронічність і «журливий тон» (останнє відзначали критики 1920-х років) — привабливі риси оповіді Василя Яковича. Для багатьох його творів домінантним мотивом стали людське милосердя й жорстокість, часом немотивована. Психологічним етюдом на цю тему є «Палата без числа», що увійшла до другого видання збірки «Молодість» (1929). На кількох сторінках розгортається справжня трагедія смертельно хворого, самотнього вчителя, жертви садиста. Жорстокості протистоять і чутлива медсестра, й інший персонаж — мовчазний Гудзь. Вони, як можуть, захищають і намагаються скрасити останні дні життя приреченого. Проте жарти прокурора-садиста прискорюють фінал.
Морально-етичні проблеми — в полі зору автора в оповіданнях «Молодість» та «Лист до друга». Їх об'єднує певною мірою автобіографічний момент, дотепні замальовки студентського побуту — і голодного, й холодного. Є тут і злиденні квартали часів НЕП — як контраст до сито-вдоволеного існування «непманів», і таємні злочини, і плітки-пересуди.
У 1929 р. з'явилась повість «Батько», вміщена у збірці «Молодість», яка також вийшла окремим виданням. Для розробки соціально-моральних питань автор обрав незвичну, принаймні для української прози 20-х років, ситуацію: син попа стає революціонером, після жовтня 1917-го — на партійній роботі. Проте, у центрі уваги — не син, а батько, який глибоко страждає від розлуки із сином. І хоч його зречення сану не є актом пристосування до обставин, все ж потай він сподівається, що синове серце відтане. Побитий, позбавлений засобів до існування, о. Василій живе у сторожці майже на жебрацькому становищі, потім дістає брудну роботу в санаторії і, так і не діждавшись щонайменшої уваги сина, кінчає самогубством. Було до чого чіплятися запопадливим критикам: «Що за ідеальний піп? І такий жорстокий до нього син-комуніст?!».
Письменник загострено полемічно ставив проблеми людяності і черствості, добра і зла, батьків і дітей. І розв'язував їх нестандартно. Не випадково ж, мабуть, зацікавився повістю й російськомовний читач: 1930 р., всього через рік після виходу в Україні, у перекладі О. Гарцевої з'явилася повість В. Вражливого «Отец».
На початку 30-х років письменник поїхав до Казахстану. У 1932 р. з'являються його нариси про Каспій — «Глибокі розвідки». Поїздки дали йому матеріал для повісті «Перемога» (1932) та роману «Справа серця» (1933), в яких йдеться про соціалістичне будівництво у Казахстані, зокрема про боротьбу за нафту в Кара-Кугу на березі Каспійського моря.
Ці останні твори В. Вражливого цілком уписуються в контекст найкращих українських, і не лише українських, так званих «виробничих романів» початку 30-х років: «Роман Міжгір'я» І. Ле, «Время, вперед» В. Катаєва, «Кварцит» О. Досвітнього та ін.
Письменник переклав з французької романи «Шагреньова шкура» О. де Бальзака (1929), «Пармський монастир картезіянців» Стендаля (1932) та «Історія Жіль Блаза із Сантільяни» А.-Р. Лесажа (вийшов у 1935 за редакцією В. Державина).

### Загибель
Будучи другом Євгена Плужника, Григорія Епіка, Василь Вражливий потрапив і до однієї з нібито створеною ними «контрреволюційної організації». Це сталося під час масових арештів після вбивства С. Кірова у грудні 1934 року. Про свої політичні погляди письменник на допитах після арешту в Харкові заявив, що не був членом жодних партій, був просто націоналістом; а також, перебуваючи під впливом Миколи Хвильового, його вихованцем.
Для арешту Вражливого підручними Ягоди було використано такі риси його вдачі, як товариськість, готовність допомогти людям. Його квартира в Харкові була своєрідним готелем, де ночували всі приїжджі літератори.
Письменника засудили в березні 1935 року до 10 років концтаборів. Відбував покарання на Соловках, але 25 листопада 1937 року, за рішенням окремої трійки (протокол № 199) у сфабрикованій новій справі, Василя Вражливого-Штанька вирішено розстріляти. Страчений 8 грудня 1937 року (місцем виконання вироку записано Ленінград, за іншими даними — міг бути розстріляний у Ленінградській області). У 1956 р. В. Вражливого реабілітовано посмертно.

## Творчість
Як письменник характеризується своєю чутливістю до моральних проблем. Ставив їх він гостро, із зіткненням жорстокості й милосердя. Творчість Вражливого завжди була звернена до людини, гуманізм був ідейним стрижнем творчості. Саме через цю призму проглядає його час з усіма суперечностями і боріннями, зі складними людськими долями.

## Твори
- В яру. — Х., 1924.
- На станції, 1924.
- Земля. — Х., 1925. [Архівовано 26 жовтня 2018 у Wayback Machine.]
- Життя білого будинку. — Х., 1927. [Архівовано 26 жовтня 2018 у Wayback Machine.]
- Батько. — Х., 1929.
- Вовчі байраки. — Х., 1929. [Архівовано 26 жовтня 2018 у Wayback Machine.]
- Молодість. — Х., 1929. [Архівовано 26 жовтня 2018 у Wayback Machine.]
- Шість оповідань. — Х.-К., 1930. [Архівовано 26 жовтня 2018 у Wayback Machine.]
- Перемога. — Х., 1932.
- Глибокі розвідки. Нариси про Каспій. — Х., 1932.
- Справа серця. — Х., 1933.

## Переклади
- Оноре де Бальзак. Шагреньова шкура. Переклав Василь Вражливий. – Харків, 1929. — 230с.